# Pinus cembroides
El piñón (Pinus cembroides) es un árbol nativo de México de la familia de las pináceas. Es de baja estatura llegando a medir hasta 10 metros de altura. Sus hojas son muy pequeñas y sus conos miden de 5 a 6 cm. Crece en laderas de cerros y lomeríos con pendientes secas y rocosas y al pie de las montañas entre los 1,350 y los 2,800 m s. n. m., en climas secos hasta templados subhúmedos con precipitación de hasta 800 mm anuales y con 7 a 8 meses secos. Es el más ampliamente distribuido de los pinos.

## Descripción

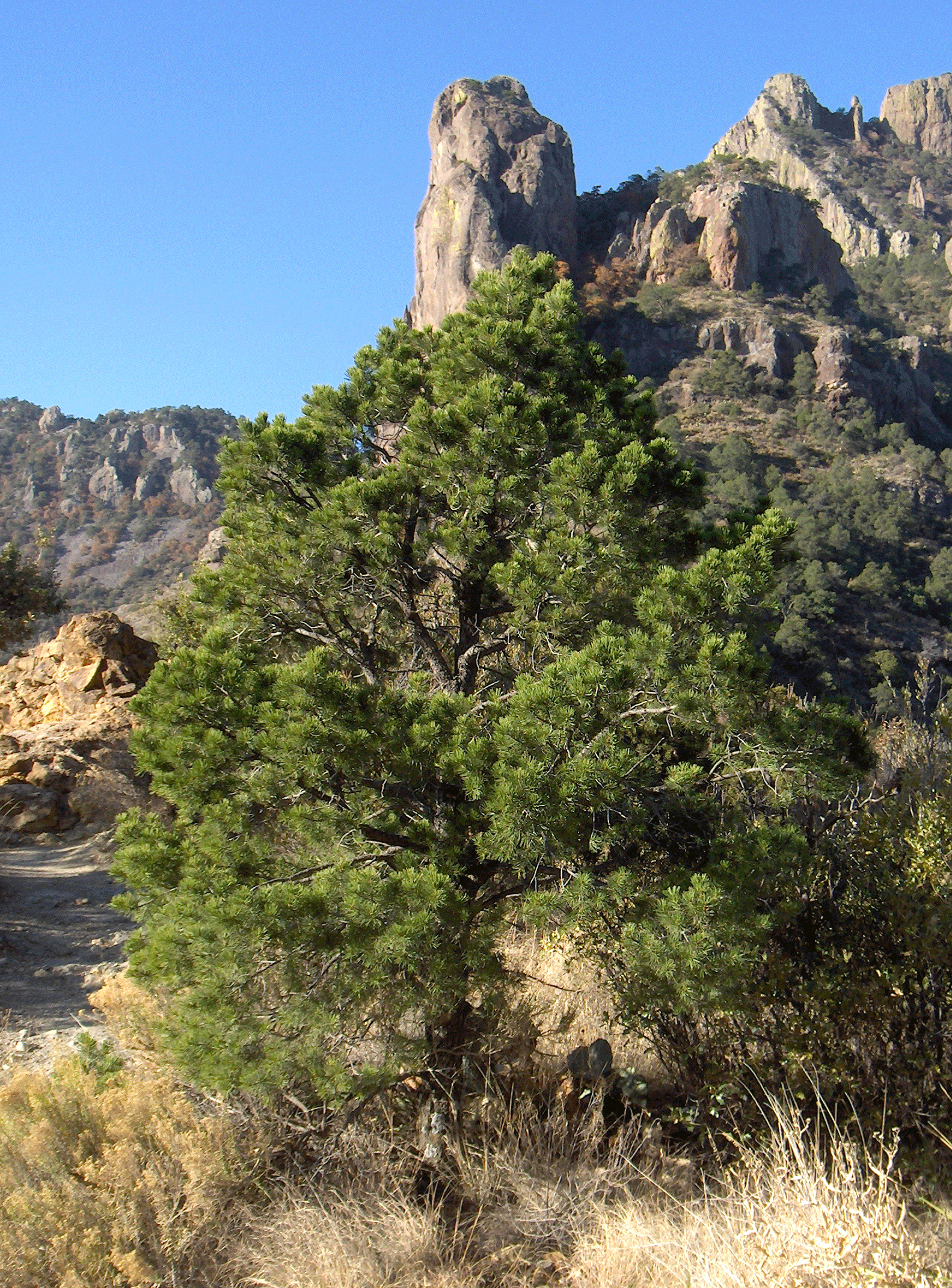
Vista del árbol en su hábitat

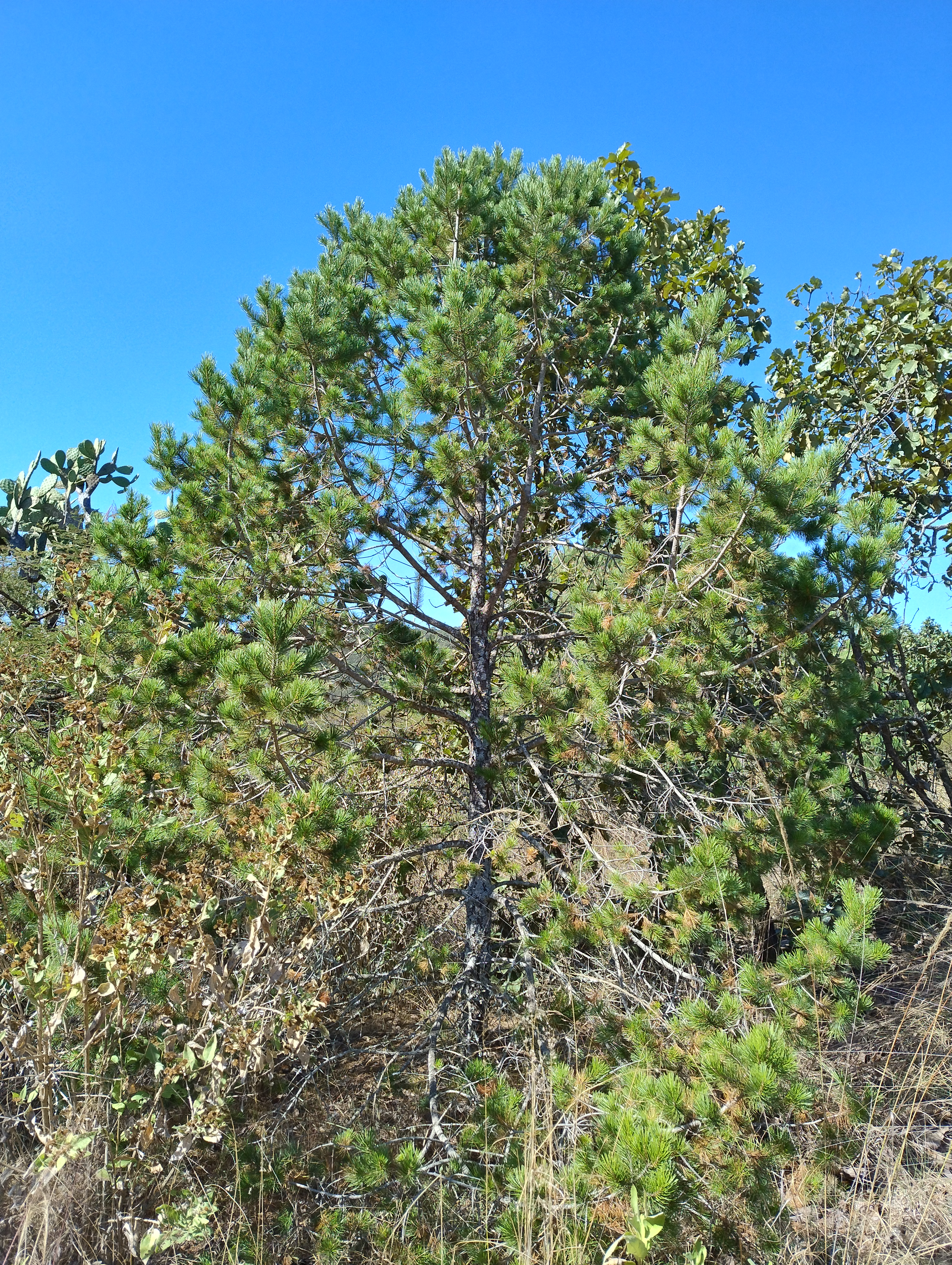
Piñon en Tapalpa Jalisco

Es un árbol perennifolio, de 5 a 10 m (hasta 15 m; 20 m en subsp. lagunae) de altura con un diámetro a la altura del pecho de 30 cm (hasta 70 cm).
Su copa es redondeada y abierta en individuos maduros y piramidal (espaciada) en individuos jóvenes, con follaje ralo, sobre todo en sitios muy secos, de color verde medio, a veces amarillento-verde. Las hojas en grupos de 2 a 3, entre 2,5 y 7 cm (hasta 10 cm en subsp. lagunae) de longitud, cubren abundantemente las ramitas y dejan una cicatriz en éstas cuando caen.
Posee tronco corto y ramas ascendentes, delgadas y colocadas irregularmente en el tallo, comenzando casi siempre desde la base. Su corteza es externa color café rojiza a casi negra, se rompe en gruesas láminas, con pequeñas escamas delgadas y fisuras profundas.
Flores masculinas en amentos cilíndricos. Conos subglobosos de 5 a 6 cm de ancho, casi sin pedúnculo, aislados o en grupos de 2 a 5, caedizos con escamas grandes gruesas y carnosas cuando están verdes y de color verde café-anaranjadas o rojizas cuando el cono madura.
Las semillas son desnudas, subcilíndricas, ligeramente triangulares, sin ala, de 1 cm de largo, café o negruzcas, abultadas en la parte superior y adelgazadas hacia la base. Tiene sistema radical profundo. Sexualidad: monoica.

## Distribución
Es uno de los pinos de mayor distribución en México (19 estados). Forma masas puras en la Sierra Madre Oriental al norte del Trópico de Cáncer. Las mayores poblaciones están en: Chihuahua, Durango, Coahuila, Nuevo León, Hidalgo, y Zacatecas. Altitud: de 1.350 a 2.800 m s. n. m.
Estados: Aguascalientes. Baja California Sur. Chihuahua. Coahuila. Ciudad de México. Durango. Guanajuato. Hidalgo. Jalisco. Estado de México. Nuevo León. Puebla. Querétaro. San Luis Potosí. Sonora. Tamaulipas. Veracruz. Zacatecas.

## Origen y extensión
Especie originaria de México. Se extiende a Texas, al sur de EE. UU. Latitudes variables desde los 18° a 31° N y longitudes desde los 90° a 109° W.

## Estatus
Es nativa de México, silvestre, y cultivada. Se cultiva en climas templados.

## Hábitat
Se desarrolla en laderas de cerros y lomeríos, pendientes secas y rocosas, al pie de las montañas. En clima templado seco (Bsk) hasta templado subhúmedo (Cwb) con precipitaciones de 365 a 450 (hasta 800) mm anuales y con 7 u 8 meses secos. Tº que oscilan entre 7 hasta 40 °C con promedios de 18 °C; alcanzando mínimas extremas de —7 °C y máximas de 42 °C o a veces mayores. Es una especie típica de suelos pobres, secos, pedregosos o calizos, grisáceos o negros, calcáreos con alto contenido de yeso, delgados en lomeríos y aluviones en los valles de muy buen drenaje y con pH de 4 a 8, normalmente prefiere los suelos de neutros a alcalinos.

## Importancia ecológica

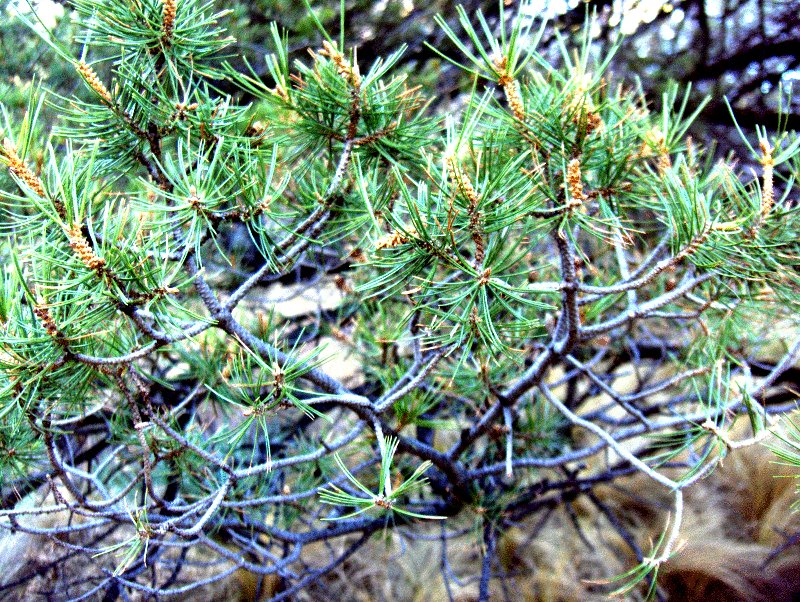
Detalle de las acículas

Los bosques de piñón son muy extensos en ambas cadenas montañosas de la parte norte del país. Conforman una vegetación de transición entre las formaciones xerofíticas de la altiplanicie mexicana y las vertientes internas de las Sierras Madres Oriental y Occidental.
La semilla (o piñón) es usada para consumo humano a escala comercial.

### Tipos de vegetación
- Bosque de encino
- Bosque de pino
- Bosque de pino-encino
- Bosque de pino-enebro

Vegetación asociada. Se asocia con especies de matorral arbustivo, encinares y pinares de climas semidesérticos: Yucca carnerosana, Arbutus xalapensis, Larrea tridentata, Vachellia farnesiana, Agave sp., Opuntia sp., Buddleia sp., Juniperus sp., Pinus arizonica, Pinus johannis, Pinus nelsonii, Pinus pinceana, Pinus remota, Pinus teocote.

### Zonas ecológicas
Templado subhúmedo.

## Fenología
Follaje perennifolio. Floración de marzo a abril. Fructificación: conos maduran (abren) de noviembre a diciembre. Polinización anemófila.

## Taxonomía
Pinus cembroides fue descrita por Joseph Gerhard Zuccarini y publicado en Abhandlungen der Mathematisch-Physikalischen Classe der Königlich Bayerischen Akademie der Wissenschaften 1: 392. 1832.
Hay dos subespecies:
- Pinus cembroides subsp. cembroides. Sinonimia: Pinus llaveana Schiede ex Schltdl., Pinus osteosperma Engelm.[3][4]
- Pinus cembroides subsp. lagunae (Robert-Passini) D.K.Bailey. Sierra de la Laguna, Baja California Sur. Sinonimia: Pinus cembroides var. lagunae Robert-Passini, Pinus lagunae (Robert-Passini) Passini

Especies afines:
- Pinus culminicola Andresen & Beaman
- Pinus johannis M.-F.Robert (sinonimia Pinus cembroides var. bicolor Little, Pinus discolor D.K.Bailey & Hawksw., Pinus culminicola var. johannis (M.-F.Robert) Silba)
- Pinus orizabensis (D.K.Bailey) D.K.Bailey & Hawksw. (sinonimia Pinus cembroides subsp. orizabensis D.K.Bailey)
- Pinus remota (Little) D.K.Bailey & Hawksw. (sinonimia 'Pinus cembroides var. remota Little)

Etimología: Pinus: nombre genérico dado en latín al pino. cembroides: epíteto latín que significa "similar a Pinus cembra".

## Nombre común
- nombres comunes en México: pino piñonero, piñón, pino (Chih., Son., Qro., S.L.P., N.L., Hgo.)[10]